# Leonor Michaelis
Leonor Michaelis (Berlino, 16 gennaio 1875 – New York, 8 ottobre 1949) è stato un biochimico, chimico fisico e medico tedesco, noto soprattutto per il suo lavoro con Maud Menten sulla cinetica degli enzimi e la cinetica di Michaelis-Menten del 1913.

## Vita e formazione
Leonor Michaelis nacque a Berlino, in Germania, il 16 gennaio 1875 e nel 1893 si diplomò nel Ginnasio umanistico di Koellnisches. Fu qui che nacque il forte interesse di Michaelis per la fisica e la chimica, in seguito all'invito dei suoi insegnanti ad utilizzare i laboratori, relativamente inutilizzati nella sua scuola.
Essendo preoccupato per la stabilità finanziaria di uno scienziato puro, iniziò nel 1893 gli studi di medicina all'Università di Berlino. Fra i suoi istruttori vi furono Emil du Bois-Reymond in fisiologia, Emil Fischer in chimica e Oscar Hertwig in istologia ed embriologia.
Durante il periodo trascorso all'Università di Berlino, Michaelis lavorò nel laboratorio di Oscar Hertwig, ricevendo persino un premio per un articolo sull'istologia della secrezione del latte. La tesi di dottorato di Michaelis sulla determinazione del taglio nelle uova di rana lo portò a scrivere un libro di testo sull'embriologia. Attraverso il suo lavoro nel laboratorio di Hertwig, Michaelis conobbe Paul Ehrlich e il suo lavoro sulla citologia del sangue;in seguito lavorò dal 1898 al 1899 come suo assistente di ricerca.
Si laureò nel 1896 a Friburgo, per poi trasferirsi a Berlino, dove ricevette il dottorato nel 1897. Dopo aver conseguito la laurea in medicina, Michaelis ha lavorato come assistente privato di ricerca per Moritz Litten (1899 – 1902) e per Ernst Viktor von Leyden (1902 – 1906).

## Carriera
Dal 1900 al 1904, Michaelis continuò il suo studio di medicina clinica presso un ospedale municipale di Berlino, dove trovò il tempo per istituire un laboratorio chimico. Raggiunse la posizione di docente privato presso l'Università di Berlino nel 1903. Nel 1905 accettò la posizione di direttore del laboratorio di batteriologia nell'ospedale cittadino "Am Urban", diventando, nel 1908, professore straordinario all'Università di Berlino. Nel 1914 pubblicò poi un articolo sostenente che i famosi test di gravidanza di Emil Abderhalden non potevano essere riprodotti, un documento che compromise fatalmente la posizione di Michaelis come accademico in Germania. Nel 1922, Michaelis si trasferì quindi alla facoltà di medicina dell'Università di Nagoya (Giappone) come professore di biochimica, diventando uno dei primi professori stranieri in un'università giapponese e portò con sé diversi documenti, apparecchi e prodotti chimici dalla Germania. La sua ricerca in Giappone si è concentrò sulle misure potenziometriche e sulla membrana cellulare.
Nel 1926, si trasferì alla Johns Hopkins University di Baltimora come docente in ricerche mediche e nel 1929 passò al Rockefeller Institute of Medical Research di New York, dove si ritirò nel 1941.
Oltre al suo ruolo nella formulazione della famosa equazione di Michaelis-Menten (1913) scoprì il verde Giano (Janus Green B), un colorante sopravitale per i mitocondri e il corpo di Michaelis-Gutmann nelle infezioni del tratto urinario (1902) e scoprì che l'acido tioglicolico poteva dissolvere la cheratina, una scoperta alla quale sono seguite diverse implicazioni nel settore cosmetico, compresa l'ondata permanente.

## Vita privata e morte
Michaelis era sposato con Hedwig Philipsthal; ebbero due figlie, Ilse Wolman ed Eva M. Jacoby. Leonor Michaelis morì tra l'8 ottobre e il 10 ottobre 1949 a New York City.
Michaelis fu un conferenziere di Harvey nel 1924 e un docente del Sigma Xi nel 1946. Fu eletto membro della American Association for the Advancement of Science nel 1929 e membro della National Academy of Sciences nel 1943. Nel 1945 ricevette il Legum Doctor, ovvero una laurea honoris causa in legge dell'Università della California, a Los Angeles.